# Joe Giella

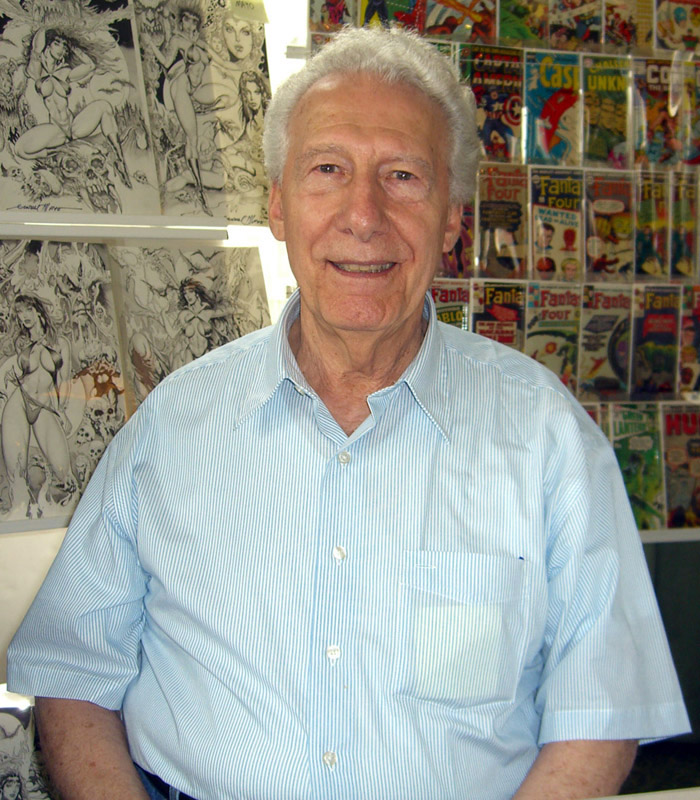
Joe Giella (2009)

Joe Giella (* 27. Juni 1928 in Manhattan, New York City; † 21. März 2023) war ein US-amerikanischer Comiczeichner.

## Leben
Giella besuchte die Manhattan’s School of Industrial Art, die er drei Monate vor seinem Abschluss vorzeitig verließ. Mit 17 begann er als freischaffender Bleistift- und Tuschezeichner für den Verlag Hillman Periodicals zu arbeiten. Dort gestaltete er zunächst die humoristische Reihe Captain Codfish. Gleichzeitig belegte er Seminare bei der „Art Students League“ und Kurse für kommerzielle Kunst am Hunter College.
In den späteren 1940er Jahren arbeitete Giella als freischaffender Künstler für die Verlage Fawcett Comics und ab 1946 Timely Comics, den Vorgänger von Marvel Comics. Während er für Fawcett die Serie Captain Marvel inkte, assistierte er während seiner Zeit bei Timely dem Zeichner Syd Shores bei der Gestaltung der Serie Captain America Comics, für die er die Hintergrundzeichnungen verfeinerte und gelegentliche Fehler bei den Vordergrundzeichnungen korrigierte. Ähnliche Aufgaben erledigte er in der Folge für die Serien Human Torch, Sub Mariner und diverse Humoristika, bis er sich schließlich auf die Aufgaben eines Tuschezeichners spezialisierte.
Ende der 1940er Jahre wechselte Giella schließlich auf Drängen seines Kollegen und Freundes Frank Giacoia zu dem mit Timely konkurrierenden Verlag DC-Comics. Bei DC tuschte Giella in den späten 1940er Jahren Superhelden-Serien wie The Flash, Green Lantern und Black Canary.
In den frühen 1950er Jahren inkte er vor allem verschiedene – zumeist von Alex Toth und Gene Colan gezeichnete – Western-Serien wie Sierra Smith oder Hopalong Cassidy, während in den späteren 50er Jahren Science-Fiction-Themen wie Adam Strange im Mittelpunkt seines Schaffens standen. Außerdem inkte er gelegentlich Hefte der Serie Batman, die zu dieser Zeit von Künstlern wie Sheldon Moldoff und Carmine Infantino gezeichnet wurde.
In den 1960er Jahren arbeitete Giella unter der Regie von Julius Schwartz gemeinsam mit dem Künstler Gil Kane an der neugestarteten, inhaltlich und optisch völlig neu definierten, Serie Green Lantern, die nicht zuletzt wegen Giellas dynamischer Tuschezeichnungen zu einer der populärsten Comicserien der 1960er Jahre wurde.
In den 1970er und 1980er Jahren arbeitete Giella an Zeitungs-Comicstrips wie Flash Gordon (1970), The Phantom; außerdem widmete er sich vermehrt kommerziellen Arbeiten als Werbekünstler für Agenturen wie McCann Erickson und Saatchi & Saatchi. In den 1990er Jahren tat er sich noch einmal durch seine Arbeit an dem Zeitungscomicstrip Mary Worth hervor.